# Vedres György
Vedres György (Budapest, 1934. október 13. – Budapest, 1987. január 22.) Ybl Miklós-díjas (1981) magyar építész.

## Életpályája
A Budapesti Műszaki Egyetemen szerzett diplomát 1958-ban. Tanulmányai befejezése után a Budapesti Városépítési Tervező Vállalatnál helyezkedett el: szakosztályvezető volt, később műteremvezető, osztályvezető, majd 1984-től főmunkatárs. 1966-1967 között London Város Tanácsának tervezőirodájában dolgozott. 	
Elsősorban várostervező építész volt, meghatározó szerepet játszott Budapest belvárosának fejlesztésében, az épületek, passzázsok, üzletek kialakításában. Úgy formálta át a Felszabadulás tér (ma: Ferenciek tere) környékét, hogy közben régit és újat ötvözött egymással az építészet és a képzőművészet segítségével. Ennek jó példája a Kígyó-udvar, amely modern passzázsok segítségével kapcsolja össze a késő eklektikus stílusú Párizsi udvart a környező utcákkal, illetve a Kossuth Lajos utca árkádos indítása, melynek kialakításakor gondoskodott az ott található szecessziós gyógyszertár megőrzéséről is.
Egyik leglátványosabb munkája volt az általa tervezett Fontana Divatház, amely a Váci utca központi részén, a Régi posta utca sarkán állt. A kubai és bolgár márvány burkolatú, vörösréz díszítésű, lépcsőzetes homlokzatú épület, a Wild László által tervezett Hermész-kúttal az utcák kereszteződésnél teresedést is létrehozott. 2020-ig az utcakép meghatározó eleme volt. Elbontásával eltűnt az 1980-as évek magyarországi modern építészetének egyik fontos darabja.
1960-tól haláláig docensként tanított a Budapesti Műszaki Egyetem Lakóépülettervezési Tanszékén. 
1987. január 22-én reggel, magyar építészek utaztak Bécsbe, köztük Vedres György is, aki az Engels téri autóbusz-pályaudvaron még felszállt az autóbuszra, leült, néhány perc múlva tragikus hirtelenséggel elhunyt.

## Emlékezete
Özvegye alapította a róla elnevezett Vedres György-díjat, amelyet 40 év alatti építészeknek ítél oda a Magyar Építőművészek Szövetségének Elnöksége.

## Főbb alkotásai
- 1961. Budapest V. Kossuth L. tér 9., II. sz. Központi házasságkötő terem
- 1962. Groza rakpart 11., lakóház
- 1969. Bem rakpart 30., lakóház
- 1970. Budapest XI. Gellérthegyi u. 17. Villamosenergiaipari Kutatóintézet, laboratóriumépület
- 1972. Üzemi szakszervezeti nyaraló, Balatonvilágos
- 1970-1976. Budapest belvárosának részletes rendezési terve
- 1975-1980. A Belvárosi Üzletközpont számos üzlete, pl. Budapesti Divatszalon
- 1977-1978. Budapest V. Kígyó-passzázs (vezető tervező Kapsza Miklóssal együtt)
- 1980. Budapest XVII., Rákoskeresztúr központjának teraszos lakóházai
- 1984. Budapest V. Váci u. 16. Fontana irodaház és áruház

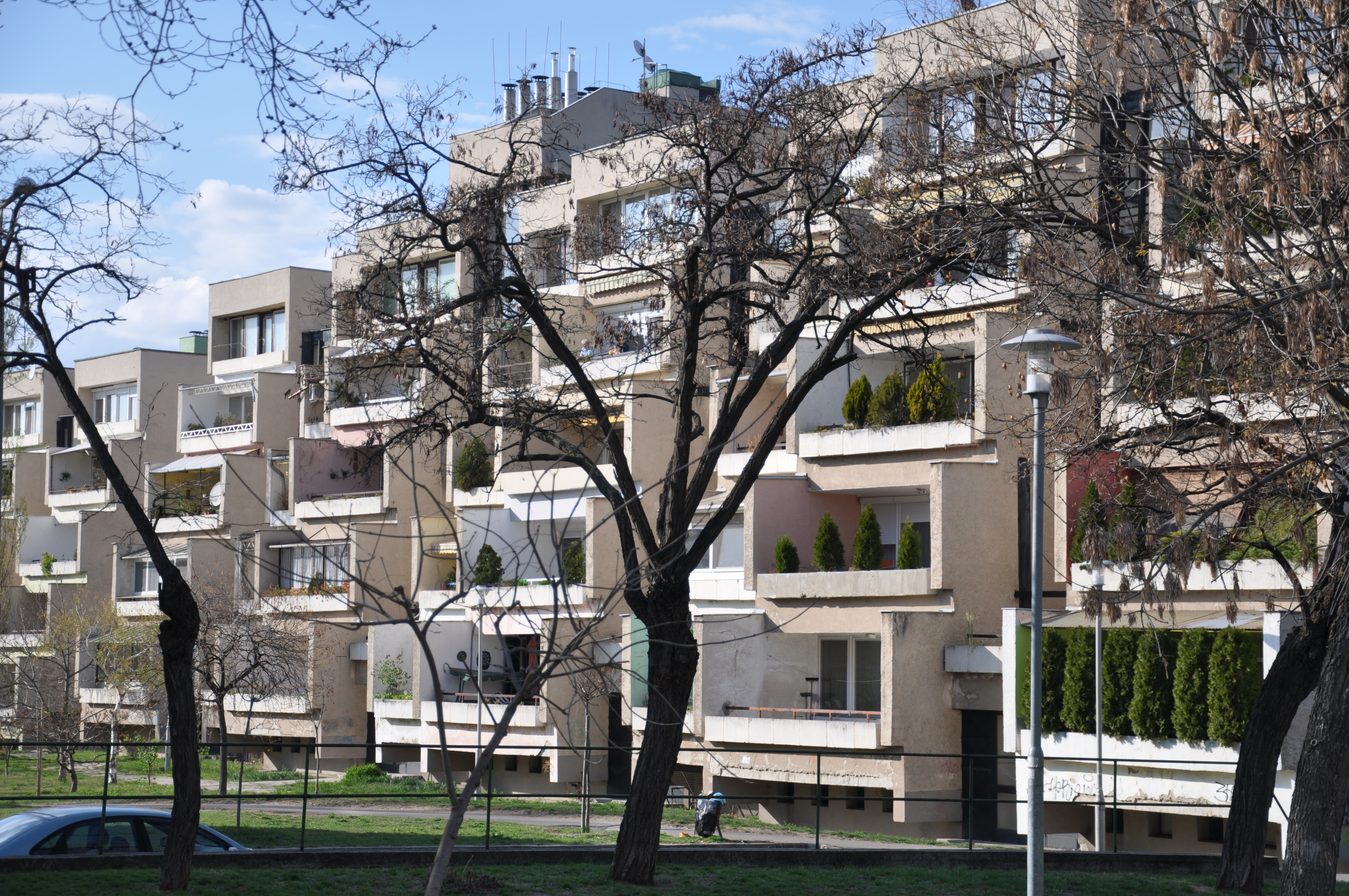
Teraszos lakóépületek kohósalak blokkból Rákoskeresztúr központjában (1979-1980)

## Szakcikkei
- Vedres György: Villamosenergiaipari Kutatóintézet, laboratóriumépület (Műszaki Tervezés, 1970/5.)
- Vedres György: Budapest, Kálvin téri városkapu beépítése (Műszaki Tervezés, 1970/5.)
- Rimanóczy Gyula - Vedres György: Gyáli úti kórház, Budapest (Műszaki Tervezés, 1972/12.)
- Vedres györgy: Budapest belvárosának rekonstrukciója (Magyar Építőipar, 1982/5.)
- Vedres György: Belvárosi üzletközpont Budapest V., Váci utca 16. (Magyar Építőipar, 1984/1-2.)